# Pipistrellus crassulus
Pipistrellus crassulus är en fladdermusart som beskrevs av Thomas 1904. Pipistrellus crassulus ingår i släktet Pipistrellus och familjen läderlappar. Inga underarter finns listade i Catalogue of Life. Arten listades en längre tid i släktet Hypsugo. Den västra populationen beskrevs med epitet bellieri som underart eller synonym. Den kan i framtiden godkännas som art. En databas förtecknar Pipistrellus crassulus i släktet Nycticeinops.

## Utseende
Denna fladdermus blir med svans 70 till 84 mm lång, svansens längd är 25 till 32 mm och vikten varierar mellan 4 och 8 g. Det finns 28 till 32 mm långa, underarmar, en vingspann av 200 till 220 mm, bakfötter med 5 till 7,5 mm längd och 9 till 13 mm stora öron. Den västra populationen är lite större än den östra. Hela kroppen är täckt av mörkbrun till rödbrun päls. Artens flyghud är svartbrun och svansen är i princip helt inbäddad i svansflyghuden. Typiskt är ett brett kranium. De 34 tänder fördelar sig efter tandformeln I 2/3, C 1/1, P 2/2, M 3/3. En kindtand i överkäken per sida är gömd. I överkäken har de centrala framtänderna två knölar på toppen.

## Utbredning och ekologi
Arten förekommer med två från varandra skilda populationer i västra och centrala Afrika, den första i Guinea och Elfenbenskusten, den andra från Kamerun till Uganda och söderut till norra Angola. Pipistrellus crassulus lever i torra eller i fuktiga skogar i låglandet. Den hittas även i fuktiga bergsskogar.
För att hitta födan flyger fladdermusen i den täta undervegetationen eller i trädens kronor upp till 20 meter ovanför marken. Dräktiga honor med en embryo och andra parningsberedda individer upptäcktes under olika månader. Andra släktmedlemmar jagar insekter.

## Hot
För beståndet är inga hot kända. Hela populationen bedöms som stor trots ett fåtal fynd. IUCN kategoriserar arten globalt som livskraftig.